# Luis Guillermo Perinat y Elío
Luis Guillermo de Perinat i Elio (Madrid, 27 d'octubre de 1923) és un diplomàtic i polític espanyol, marquès de Campo Real i de Perinat. El 1992 fou admès a l'Orde de Malta i a la Sagrada Orde Militar Constantiniana de Sant Jordi. Ha escrit Memorias de una vida itinerante (1996).
La seva mare va ser Ana de Elío y Gaztelu, marquesa de Campo Real, baronessa de Perinat i baronessa Expelta. El seu pare fou Luis Perinat y Terry, marquès de Perinat, mort el 1925. Després la seva mare es casà amb Valentín Menéndez y San Juan, VI comte de la Cimera i VI comte de Goyeneche, majordom de Sa Majestat, Cavaller de l'Orde de Calatrava i Maestrante de Saragossa.
Es va casar amb Blanca Escrivá de Romaní y Morenes, 3a marquesa d'Alginet, amb la qual ha tingut dos fills: Jaime Perinat y Escrivá de Romaní, 4t Marquès d'Alginet, i Luis Guillermo Perinat y Escrivá de Romaní, Comte de Casal.
Llicenciat en Dret, el 1944 va ingressar per oposició a l'Escola Diplomàtica Espanyola i el 1948 començà com a secretari d'ambaixada de tercera classe al Ministeri d'Afers Exteriors d'Espanya. El 1971 va ascendir al grau de ministre plenipotenciari i ha estat Director General d'Amèrica del Nord i Afers Atlàntics. També actuà com a intèrpret en l'entrevista entre Luis Carrero Blanco i Henry Kissinger el 19 de desembre de 1973.
De 1976 a 1981 el ministre d'afers exteriors Marcelino Oreja Aguirre el nomenà ambaixador al Regne Unit i el 1977 participà en la negociació de la quota pesquera de la CEE aplicable dins les aigües territorials britàniques. De 1981 a 1983 fou ambaixador espanyol a la Unió Soviètica en substitució de Joan Antoni Samaranch i Torelló.
El 1983 fou elegit diputat de la Coalició Popular (AP-PDP-UL) a l'Assemblea de Madrid, i senador designat per la comunitat autònoma de 1983 a 1987. Durant el seu mandat fou vicepresident segon i vocal de la Comissió d'Afers Exteriors del Senat.
Deixà aquest càrrec quan fou elegit diputat a les eleccions al Parlament Europeu de 1987 i 1989. De 1987 a 1989 fou vicepresident del Parlament Europeu i del Grup Demòcrata Europeu. A les eleccions generals espanyoles de 1989 també fou elegit diputat per la circumscripció de Múrcia.